# Marcel Renaud
Marcel Victor Alcide Renaud (* 27. Mai 1926 in Paris; † 5. Dezember 2016 in Bourges) war ein französischer Kanute.

## Erfolge
Marcel Renaud gab bei den Olympischen Spielen 1952 in Helsinki im Zweier-Kajak sein Olympiadebüt. Zusammen mit Maurice Graffen qualifizierte er sich auf der 1000-Meter-Strecke als Dritter seines Vorlaufs für das Finale, das die beiden auf dem sechsten Platz beendeten. Bei den Vier Jahre darauf bestritt Renaud mit Georges Dransart in Melbourne im Zweier-Canadier zwei Wettkämpfe. Über 1000 Meter zogen sie nach Rang drei im Vorlauf in den Endlauf ein und verpassten dort als Vierte knapp einen Medaillengewinn. Weitaus erfolgreicher verlief der Tags zuvor durchgeführte Wettbewerb auf der 10.000-Meter-Strecke. Nach 54:48,3 Minuten überquerten Renaud und Dransart als Zweite die Ziellinie, knapp 46 Sekunden hinter den siegreichen Pawel Charin und Grazian Botew aus der Sowjetunion sowie 28,3 Sekunden vor den drittplatzierten Imre Farkas und József Hunics aus Ungarn.
Bereits 1949 ging Renaud in Genf bei den Weltmeisterschaften im Kanuslalom an den Start und sicherte sich in der Mannschaftswertung im Einer-Canadier den Titelgewinn. Fünf Jahre darauf gewann er mit dem Vierer-Kajak über 10.000 Meter die Bronzemedaille bei den Weltmeisterschaften in Mâcon.
Seine Söhne Philippe und Éric Renaud gewannen im Zweier-Canadier jeweils Bronzemedaillen. Sein Onkel Maurice Renaud ging 1924 bei den olympischen Radsportwettbewerben an den Start.